# Stylosanthes capitata
Stylosanthes capitata es una especie de planta floral del género Stylosanthes, categorizada en la tribu Dalbergieae, de la subfamilia Faboideae.

## Distribución
Especie nativa de América del Sur: Bolivia, Brasil, Guayana Francesa, Paraguay y Venezuela. Crece en el bioma tropical.

## Taxonomía
Fue descrita por Julius Rudolph Theodor Vogel.
Tratamiento taxonómico
La especie aparece registrada y publicada en Linnaea: Ein Journal für die Botanik in ihrem ganzen Umfange 12: 70 (1838).